# 397 Vienna
397 Vienna là một tiểu hành tinh ở vành đai chính. Kiểu quang phổ Tholen của nó là S, còn kiểu quang phổ SMASSII là K. Nó được Auguste Charlois phát hiện ngày 19.12.1894 ở Nice và được đặt theo tên tiếng Latinh của thành phố Viên.